# 김용주 (야구 선수)
김용주(金龍珠, 1991년 10월 23일 ~ )는 KBO 리그 전 KT 위즈의 투수이다.

## 선수 경력

### 아마추어 시절
북일고등학교의 에이스로서 2009년에 팀을 봉황대기 우승, 황금사자기 준우승, 청룡기 준우승으로 이끌며 야구계의 주목을 받았다. 그해 18세 이하 청소년 국가대표팀에도 발탁돼 아시아 청소년 야구 선수권 대회 우승에 기여했다.

### 한화 이글스시절
2010년에 입단하였다. 2010 시즌 단 2경기에 등판해 2패, 40점대 평균자책점으로 부진한 후 2년 동안 1군 마운드에 발을 디디지 못했다.
2013년 시즌 후 상무 야구단에 지원해 합격했다.

### 상무 야구단시절
2015년에 퓨처스리그에서 22경기에 등판해 8승 2패, 2홀드, 4점대 평균자책점을 기록했다. 4경기에 구원 등판한 것을 제외하고 나머지 18경기에 선발 등판했으며, QS 7회를 기록해 재기 가능성을 보였다. 9월 제대를 앞두고 제 29회 아시아 야구 선수권 대회에 국가대표로서 참가했다. 풀리그 2차전 중국전에 구원 등판해 0.2이닝동안 1피안타, 무실점을 기록했고, 대한민국은 5전 전승으로 대회를 마감하며 1999년 제 20회 대회 이후 16년 만에 아시아 선수권에서 우승했다.

### 한화 이글스복귀
2015년 9월 제대 후 9월 29일 삼성전에 선발 등판해 5이닝 2실점으로 데뷔 첫 승을 기록했다. 10월 3일 시즌 최종전인 KT전에서도 선발 등판해 3이닝 1피안타, 1실점으로 호투했다.
그러나 2016년에 17경기에 등판해 15.2이닝동안 2패, 9점대 평균자책점으로 부진했고, 2017년에는 1군 경기에 등판하지 못했다. 결국 2017 시즌 후 2차 드래프트에서 40인 보호선수 명단에서 제외되며 8년만에 팀을 떠났다.

### KT 위즈시절
2018년 KBO 리그 2차 드래프트를 통해 이적하였다. 2월 11일 홋카이도 닛폰햄 파이터즈와의 평가전에서 2이닝 1실점을 기록하고 3월 16일 시범 경기에서 세이브를 기록했다. 그러나 5월 25일 LG전에서 선발 등판해 제구 불안과 구속 저하를 보이며 2이닝 4실점한 직후 2군으로 내려갔다.

## 출신 학교
- 온양온천초등학교
- 온양중학교
- 북일고등학교

## 통산 기록
| 연도 | 팀명  | 평균자책점 | 경기 | 완투 | 완봉 | 승 | 패 | 세 | 홀 | 승률  | 타자 | 이닝 | 피안타 | 피홈런 | 볼넷 | 사구 | 탈삼진 | 실점 | 자책점 |
| ---- | ----- | ---------- | ---- | ---- | ---- | -- | -- | -- | -- | ----- | ---- | ---- | ------ | ------ | ---- | ---- | ------ | ---- | ------ |
| 2010 | 한화  | 40.50      | 2    | 0    | 0    | 0  | 2  | 0  | 0  | 0.000 | 18   | 2    | 6      | 2      | 5    | 1    | 1      | 9    | 9      |
| 2013 | 한화  | 3.86       | 6    | 0    | 0    | 0  | 0  | 0  | 0  | -     | 33   | 7    | 8      | 0      | 4    | 0    | 9      | 4    | 3      |
| 2015 | 한화  | 3.38       | 2    | 0    | 0    | 1  | 0  | 0  | 0  | 1.000 | 33   | 8    | 4      | 0      | 6    | 0    | 3      | 3    | 3      |
| 2016 | 한화  | 9.77       | 17   | 0    | 0    | 0  | 2  | 0  | 0  | 0.000 | 79   | 15.2 | 19     | 2      | 15   | 0    | 12     | 18   | 17     |
| 2018 | KT    | 18.00      | 1    | 0    | 0    | 0  | 0  | 0  | 0  | -     | 13   | 2    | 5      | 1      | 2    | 0    | 2      | 4    | 4      |
| 통산 | 5시즌 | 9.35       | 28   | 0    | 0    | 1  | 4  | 0  | 0  | 0.200 | 176  | 34.2 | 42     | 5      | 32   | 1    | 27     | 38   | 36     |